# Jasmin Mathis
Jasmin Mathis (10 aprile 2004) è una sciatrice alpina svizzera.

## Biografia
Specialista delle prove veloci attiva dal novembre del 2020, Jasmin Mathis ha esordito in Coppa Europa il 9 dicembre 2021 a Zinal in supergigante (30ª) e ai Mondiali juniores di Tarvisio 2025 ha vinto la medaglia d'oro nel supergigante e quella d'argento nella discesa libera; non ha debuttato in Coppa del Mondo e non ha preso parte a rassegne olimpiche o iridate.

## Palmarès

### Mondiali juniores
- 2 medaglie:
  - 1 oro (supergigante a Tarvisio 2025)
  - 1 argento (discesa libera a Tarvisio 2025)

### Coppa Europa
- Miglior piazzamento in classifica generale: 115ª nel 2025